# Ivo Van Damme
Pour les articles homonymes, voir Van Damme.
Ivo Van Damme est un athlète belge, spécialiste de demi-fond, né le 21 février 1954 à Bruxelles et mort le 29 décembre 1976 à Bollène (France).
En remportant notamment deux médailles d’argent aux Jeux olympiques d’été de Montréal en 1976 (sur 800 m et 1 500 m), il a été l'un des plus grands espoirs de l'athlétisme belge, avant de mourir prématurément dans un accident de la route, à l’âge de 22 ans.
En guise d’hommage, une rencontre annuelle d’athlétisme, créée en 1977 et qui se déroule à Bruxelles, porte son nom, le Mémorial Van Damme.

## Biographie
En 1976, Ivo Van Damme obtient 2 médailles d'argent aux Jeux olympiques de Montréal, sur 1 500 mètres, derrière John Walker, et sur 800 mètres, derrière Alberto Juantorena.
Il est depuis 1976 le détenteur du record de Belgique du 800 m, en 1 min 43 s 86, temps réalisé lors de la finale de Montréal.
Il était entraîné par Mon Van Den Eynde, et fut membre du Daring Club de Louvain durant toute sa carrière d'athlète.
Il perd la vie le 29 décembre 1976, dans un accident de la route, en revenant d'un stage d'entraînement.
Depuis son décès, un meeting d'athlétisme, le « Mémorial Van Damme » est organisé, chaque année, à Bruxelles pour commémorer son nom. Il accueille des grands noms de l'athlétisme mondial.

## Palmarès

### Jeux olympiques d'été
- Jeux olympiques d'été de 1976 à Montréal ( Canada)
  -  Médaille d'argent du 800 m
  -  Médaille d'argent du 1 500 m

## Records
- 800 m : 1 min 43 s 86 (Montréal, 25 juillet 1976) (ancien record de Belgique)
- 1 000 m : 2 min 15 s 5 (Namur, 14 juillet 1976) (record de Belgique)
- 1 500 m : 3 min 36 s 26 (Zurich, 9 juillet 1976) (ancien record de Belgique)

## Distinctions
- Sportif belge de l'année en 1976
- Trophée national du Mérite sportif en 1976